# NGC 4399
NGC 4399 este o galaxie situată în constelația Câinii de Vânătoare. A fost descoperită în 13 aprilie 1850 de către William Parsons, 3rd Earl of Rosse⁠(d).